# Erik Meek
Erik Joal Meek (San Diego, 17 gennaio 1973) è un ex cestista statunitense, professionista in Turchia, Grecia e Spagna.

## Carriera
È stato selezionato dagli Houston Rockets al secondo giro del Draft NBA 1995 (41ª scelta assoluta).

## Palmarès
- Campione NCAA (1992)